# 圣亚纳堂 (巴勒莫)
圣亚纳堂（意大利语：Chiesa di Sant'Anna la Misericordia）是一座巴洛克风格的罗马天主教教堂，位于意大利巴勒莫历史中心的卡尔萨区（Kalsa）拉塔里尼的古老市场区域。该堂由圣方济各第三会管理。

## 历史
圣亚纳建筑群，包括教堂和修道院，其所在地原本是一个不健康的区域，被悬崖所包围，被凯莫尼亚河的冲积沉积物所填满。在西西里晚祷时期，该地区有乔安纳·德·圣雷米的住所，他是卡洛一世的合作者
在16世纪，在所谓的“慈悲区”（Contrada della Misericordia），有一座供奉圣母哀恸的小堂，托马索·德维吉利亚在这个小堂里画了一幅湿壁画《圣母哀恸》。随着时间的推移，教友对这幅圣像的供奉增加了。 1596年，位于小堂附近的一座用作粮仓的建筑改为礼拜场所。 新教堂里悬挂了湿壁画。1597年修道院建成。
由于教堂太小，不能满足需要，巴勒莫当局决定扩建，贵族家庭和普通教友都纷纷捐款。建筑项目是由议员建筑师马里亚诺·斯米里格里利奥设计。1606年10月26日，工程正式开工。 教堂于1632年建成，1639年11月13日由阿格里真托主教方济各·特拉伊纳祝圣。该堂供奉圣母玛利亚的母亲圣亚纳。
1726年，泰拉西尼地震导致立面坍塌。目前的立面由乔瓦尼·比亚吉奥·阿米科根据罗马巴洛克]的惯例设计。几个世纪以来，这座教堂曾数次被地震破坏。
意大利统一后，教堂和修道院被国家没收，改为粮仓。1925年，教堂和修道院的一部分归还给修士。
今天，修道院设有一个现代艺术博物馆，圣亚纳现代艺术美术馆（Galleria d'Arte Moderna Sant'Anna）。

## 艺术

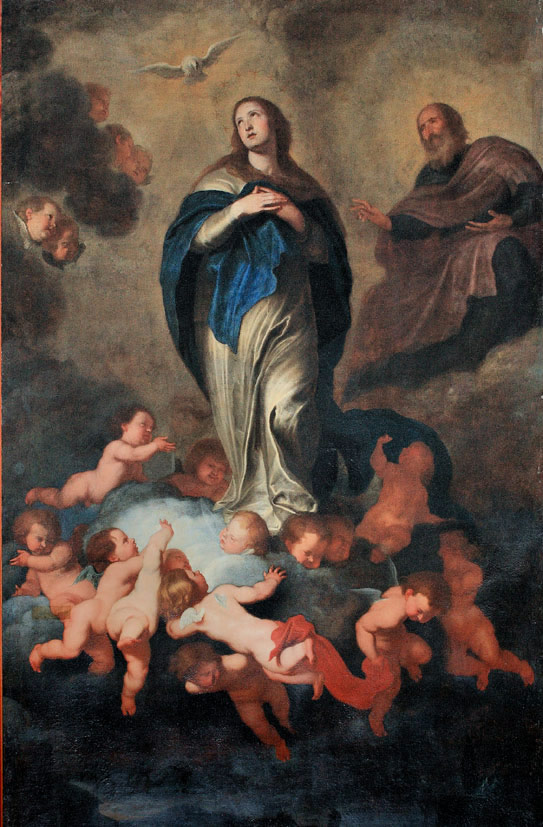
圣母无玷始胎，吉利亚姆·沃尔斯加特，1631年

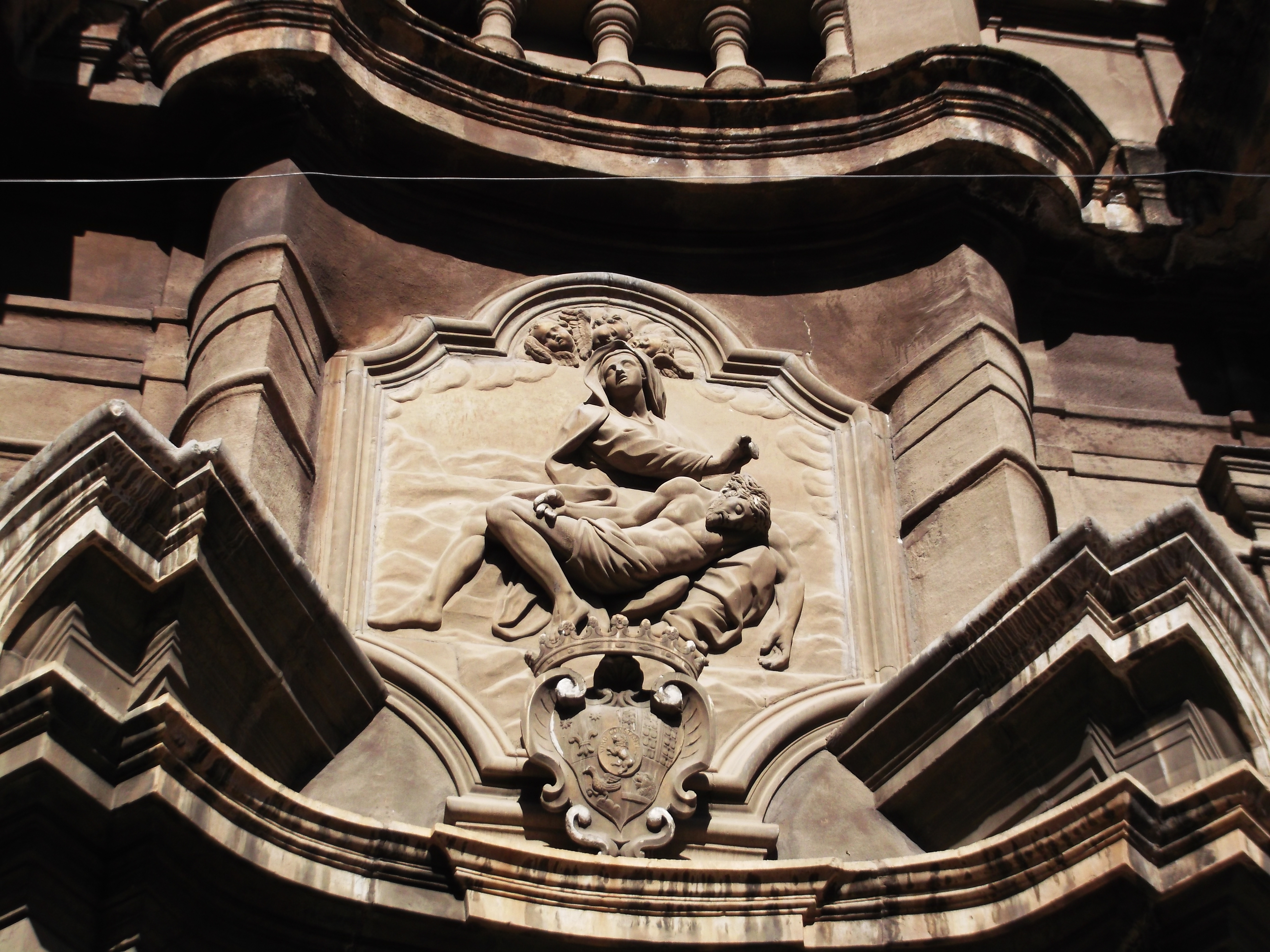

### 绘画
布面油画：
- 《圣亚纳报喜》，伊利亚·因古格利米
- 《圣亚纳教导玛利亚》，伊利亚·因古格利米
- 《圣尼各老在荣耀中》，伊利亚·因古格利米
- 《圣家与圣亚纳及圣若亚敬》，梅尔基奥雷 · 巴雷西
- 《真福希克利的威廉》，莱昂纳多·巴扎诺
- 《圣方济各与圣依撒伯尔》，莱昂纳多·巴扎诺
- 《圣洛沙利亚在城市祈祷》，文森佐·拉巴贝拉
- 《圣母向圣雅各伯显现》，菲利波·坦克雷迪
- 《圣母无玷始胎》，吉利亚姆·沃尔斯加特
- 《圣母罪人之托》，不知名的作者

湿壁画：
- 《圣母哀恸》，托马索·德维吉利亚
- 《基督升天》，维托 · 德安纳
- 《圣母升天》，菲利波·坦克雷迪
- 《圣母与圣西莫盎》，菲利波·坦克雷迪
- 《匈牙利的依撒伯尔和法国的圣路易》，不知名的作者

### 雕塑
浮雕：
- 《圣母哀恸》，洛伦佐·马拉比蒂

雕像：
- 立面的雕像由科莫·塞尔波塔设计，贾科莫·彭尼诺和洛伦佐·马拉比蒂雕刻。他们代表圣若瑟、依撒伯尔、亚纳、若亚敬、路易和安多尼。其他雕像位于教堂内。